# ورخنه‌کیروفسکی
ورخنه‌کیروفسکی (انگلیسی: Verkhnekirovsky) یک شهرک در شهرستان نوریمانوفسکی استان باشقیرستان کشور روسیه است.